# فرانكو بيريز (لاعب كرة قدم مواليد 2001)
فرانكو بيريز (بالإسبانية: Franco Pérez)‏ هو لاعب كرة قدم أوروغواياني في مركز الوسط، ولد في 1 أغسطس 2001 في Joaquín Suárez (town) ‏ في الأوروغواي. لعب مع نادي رينتيستاس.

## وصلات خارجية
- فرانكو بيريز (لاعب كرة قدم مواليد 2001) على موقع قاعدة بيانات كرة القدم.إي يو (الإنجليزية)
- فرانكو بيريز (لاعب كرة قدم مواليد 2001) على موقع Soccerway.com (الإنجليزية)
- فرانكو بيريز (لاعب كرة قدم مواليد 2001) على موقع عالم كرة القدم.نت (الإنجليزية)